# 1161 Thessalia
1161 Thessalia è un asteroide della fascia principale del diametro medio di circa 30,37 km. Scoperto nel 1929, presenta un'orbita caratterizzata da un semiasse maggiore pari a 3,1712008 UA e da un'eccentricità di 0,0866372, inclinata di 9,37728° rispetto all'eclittica.
Il suo nome fa riferimento alla Tessaglia, una regione della Grecia.